# Neothysanis aloxogramma
Neothysanis aloxogramma là một loài bướm đêm trong họ Geometridae.